# Spizixos
Spizixos is een geslacht van zangvogels uit de familie buulbuuls (Pycnonotidae). Het zijn allebei soorten met een vinkachtige snavel. Σπίζα, spiza is Oudgrieks voor vink en in het Engels worden ze finchbills genoemd. De vogels komen voor in Zuid-Azië en Indochina.

## Soorten
Het geslacht kent de volgende soorten:
- Spizixos canifrons  – Gekuifde vinkbuulbuul
- Spizixos semitorques  – Gekraagde vinkbuulbuul